# Oreste Roccasecca
Oreste Roccasecca (Roma, 1º gennaio 1926 – Roma, 21 ottobre 1990) è stato un calciatore italiano, di ruolo centrocampista.
Indicato anche come Roccasecca II, per distinguerlo dal fratello anch'egli calciatore.

## Carriera
Debutta in Serie B con il Perugia nella stagione 1946-1947, disputando due campionati per un totale di 51 presenze e 7 reti.
Nel 1948 viene ceduto al Siracusa e colleziona 69 presenze con 3 gol in altre tre stagioni in Serie B.
Nel 1951 passa al Chieti e disputa un campionato di Serie C risultando il capocannoniere della squadra con 16 reti.

## Palmarès

### Club

#### Competizioni nazionali
- Serie C: 1

Perugia: 1945-1946